# Владимир Хурбан Владимиров
Владимир Хурбан Владимиров (често скраћивано у ВХВ) (svk. Vladimír Hurban Vladimírov; право име Владимир Конштантин Хурбан; Стара Пазова, 4. август 1884 — Стара Пазова, 28. септембар 1950) био је словачки евангелистички свештеник, драматург и публициста.

## Биографија
Био је син Владимира Хурбана и Августе Штурове. Са мајчине стране био је унук Јана Штура (брата Људовита Штура). Са очеве стране био је унук Јозефа Милослава Хурбана и Анe Јурковичове и братанац Светозара Хурбан-Вајанског.
Део гимназијског школовања завршио је у Загребу, а евангелистичку теологију у Бечу и Братислави. Цео живот радио је као свештеник у родном месту. Писао је песме, приповетке, позоришне комаде и либрета за оперете. Од 1892. до 1893. уређивао је рукописни часопис за децу Mravec.
Словачка аматерска позоришта у Бачком Петровцу, Ковачици и Старој Пазови носе назив по Хурбан Владимирову.

## Драмско стваралаштво

### Једночинке
- 1903 – Štedrý večer
- 1904 – Vianoce, Podobná
- 1905 – Cvičia sa!, Dokončenie, Keď sa schladí, Fialka, Naša
- 1906 – Kupci, Na násypoch
- 1907 – Na robotu, Boj, Podarilo sa
- 1911 – Naše dieťa, Žobrák
- 1921 – Kľúč, Objednávam nový písací stolík
- 1927 – Klobúk
- 1929 – Život – divadlo – život
- 1931 – Kvitancia
- 1932 – Zamatový kabát, Chceli sa prekvapiť

### Драме
- 1913 – Záveje
- 1920 – Trenčiansky Matúš
- 1921 – Reštavrácia
- 1922 – Milica Nikoličová
- 1923 – S.O.S. (Spolok obrodených svätých)
- 1924 – Homo sapiens
- 1926 – Ľudovít Štúr
- 1927 – Vršatského hradu verný Budiač
- 1931 – Zem
- 1933 – Divé husi
- 1941 – Zámka škripí
- 2000 - Keď vejú jarné výchre...

### Либрета
- 1923 – Pekná, nová, maľovaná kolíska
- 1927 – Nápitok lásky, Mataj

## Галерија
- Фотографија ВХВ када је имао девет година (1893)
- Владимир Хурбан Владимиров у Старој Пазови
- Фотографија Владимира Хурбана Владимирова са пријатељима. Владимиров је први слева.
- Цртеж Владимира Хурбан Владимирова ауторке Зуске Медвеђове
- Насловна страна рукописног часописа за децу Мравец, који је 1892-1893. уређивао Владимир Хурбан Владимиров
- Плакат са најавом позоришне представе Зем по тексту Владимира Хурбан Владимирова у Словачком аматерском позоришту у Бачком Петровцу (1948)
- Плакат са најавом позоришне представе Завеје по тексту Владимира Хурбан Владимирова у Словачком аматерском позоришту у Бачком Петровцу (1948)
- Фотографија ВХВ и Антона Цигера (1911-1976), словачког диригента, композитора, педагога и сакупљача народних песама
- ВХВ и Андреј Багар, словачки глумац и редитељ у Старој Пазови (1932)